# Tech N9ne
Aaron Dontez Yates, ismertebb nevén Tech N9ne (Kansas City, Missouri, 1971. november 8.) amerikai rapper.

## Karrier
Pályafutása alatt olyan nevek mellett szerepelt, mint 2Pac, E-40, D12, Kottonmouth Kings, Insane Clown Posse, Twiztid, vagy Roger Troutman. 1999-ben pedig részt vett a két kaliforniai rádiós DJ, Sway és King Tech kollaborációs számában ahol többek között Eminem, Xzibit, KRS-One és Pharoahe Monch mellett szerepelt. Karrierje elején Tech N9ne a "NNUTT HOWZE" nevű alakulat tagja volt, amire sok számában utalásokat is tesz. Például a "Here comes Tecca Nina" című számában a "Six, six, triple eight, forty six, ninety nine, three" (6688846993) sor is erre utal (ugyanis ha a "NNUTT HOWZE" betűit beütöd a telefonon, ezt a számsort kapod). A csapat végül is akkor oszlott fel, amikor akkor kiadójuk, a Perspective Records szélnek eresztette őket.

## Strange Music
2002-ben, amikor Tech megvált a "JCOR Entertainmenttől" (a távozás nem volt éppen békés, sok számában megemlíti, hogyan próbálta a JCOR kiadó kihasználni), Travis O' Guinnal megalapította a "Strange Music'-ot. Ezután, ennek a kiadónak a segítségével adott ki eddig hét albumot, amelyek: Absolute Power, Anghellic: Reparation, Vintage Tech, Everready (The Religion) és a Tech N9ne Collabos: Misery Loves Kompany, Killer, Sikology 101. Valamint 2009. október 27-re várható a K.O.D. A kiadó ezenkívül sok másik előadót is leszerződtetett, úgy mint Skatterman és Snug Brim, Brotha Lynch, Project: Deadman, vagy Big Krizz Kaliko.

## Zenéje
Tech N9ne zenéje igen sokszínű, megtalálhatunk benne ugyanúgy személyes hangvételű- (This Ring, The Rain, P.A.S.E.O.), mint kicsapongó életére utaló dalokat (T9X, Sex Out South, Caribou Lou). Ennek a két szerepnek az egy időben való elviselése is gyakran megjelenik zenéjében (Trapped in a Psycho's Body), amit néha úgy érzékeltet, hogy két személyisége mintegy kommunikál egymással.
Zenéjében nagy jelentősége van még a rá jellemző gyors-rappelésnek, ami már egyfajta védjegyévé vált.

## Az FTI mozgalom
Miután rájött, hogy egyik korábbi kiadója, a JCOR megpróbálta kihasználni, Tech N9ne-nak az egész zeneiparból elege lett. Visszavásárolta az "Anghellic" album jogait, majd újra kiadta "Anghellic: Reparation" néven, ezúttal már a Strange Music szárnyai alatt. Az albumból kitörölt pár számot, valamint beépített újakat, köztük az "Fti"-t. A cím a Fuck the Industry (francba az iparral) kifejezés rövidítése, és maga a szám is erről szól: Tech pár másik rapperrel fejezi ki nemtetszését a mai zeneiparral szemben. A számot ezután egy folytatás (Fti 2, ezúttal a Kottonmouth Kings előadásában), két TV blokk és az "Industry is Punks" című szám (ugyancsak Tech N9ne-tól) követett. A mozgalomnak ettől függetlenül nem volt hatalmas sikere, sokan egyébként is csak reklámfogásként fogják fel az egész koncepciót.

## Albumok
- The Calm Before The Storm
  - Megjelenés: 1999. november 9.
  - Kiadó: Midwestside
  - Toplisták: –
  - U.S. eladások: –
  - Szólók: "Cloudy-Eyed Stroll", "Mitchell Bade"
- The Worst
  - Megjelenés: 2000. szeptember 12.
  - Kiadó: Midwestside
  - Toplisták: –
  - U.S. eladások: –
  - Szólók: –
- The Worst: 2K Edition
  - Megjelenés: 2001.
  - Kiadó: Midwestside
  - Toplisták: –
  - U.S. eladások: –
  - Szólók: –
- Anghellic
  - Megjelenés: 2001. augusztus 28.
  - Kiadó: JCOR Entertainment
  - Toplisták: 59 Top 200, 50 Top R&B/Hip-Hop
  - U.S. eladások: 173,511[1]
  - Szólók: "It's Alive"
- Celcius
  - Megjelenés: Szeptember 2002
  - Kiadó: Midwestside
  - Toplisták: –
  - U.S. eladások: –
  - Szólók: –
- Absolute Power
  - Megjelenés: 2002. szeptember 24.
  - Kiadó: Strange Music / MSC Music Entertainment
  - Toplisták: 79 Top 200, 3 Top Independent, 28 Top R&B/Hip-Hop
  - U.S. eladások: 250,000
  - Szólók: "Here Comes Tecca Nina", "I'm A Playa", "Imma Tell", "Slacker",
- Anghellic: Reparation
  - Megjelenés: 2003. február 11.
  - Kiadó: Strange Music / MSC Music Entertainment
  - Toplisták: 46 Top Independent
  - U.S. eladások: –
  - SZólók: –
- Vintage Tech
  - Megjelenés: 2005. március 22.
  - Kiadó: Strange Music / MSC Music Entertainment
  - Toplisták: 19 Top Independent, 63 Top R&B/Hip-Hop
  - U.S. eladások: 13,000
  - Szólók: –
- Everready (The Religion)
  - Megjelenés: 2006. november 7.
  - Kiadó: Strange Music
  - Toplisták: 50 Top 200, 2 Top Independent, 11 Top Rap, 23 Top R&B/Hip-Hop
  - U.S. eladások: 112,000
  - Szólók: "Jellysickle", "Bout Ta' Bubble"
- Strange Noize
  - Megjelenés: 2007. július 7.
  - Kiadó: Strange Music / Suburban Noize Records
  - Toplisták: -
  - U.S. eladások: -
  - Szólók: -
- Misery Loves Kompany
  - Megjelenés: 2007. július 17.
  - Kiadó: Strange Music
  - Toplisták: 49 Top 200, 3 Top Independent, 7 Top Rap, 23 Top R&B/Hip-Hop
  - U.S. eladások: 37,000
  - Szólók:
- Killer
  - Megjelenés: 2008 nyara
  - Kiadó: Strange Music
  - Toplisták: –
  - U.S. eladások: –
  - Szólók: –
- Sickology 101
  - Megjelenés: 2009. április 28.
  - Kiadó: Strange Music
  - Toplisták: 19 Top 200
  - U.S. eladások: 19,000
  - Szólók: "Red Nose", "Sickology 101", "Nothin"
- K.O.D.
  - Megjelenés: 2009. október 28.
  - Kiadó: Strange Music
  - Toplisták: 14 Top 200
  - U.S. eladások: 40 000 (első hét)
  - Szólók: "Leave Me Alone", "Show Me a God", "Strange Music Box", "Low"

## Külső hivatkozások
- Hivatalos oldal
- Tech N9ne a Facebookon
- Tech N9ne az Internet Movie Database-ben (angolul)
- Tech N9ne a Rotten Tomatoeson (angolul)
- Hivatalos Weboldal
- Tech N9ne a svéd IMDb-n